# Чемпіонат Англії з футболу 2005—2006: Прем'єр-ліга
Англійська прем'єр-ліга 2005—2006 (англ. Barclays Premier League) — 14-й сезон англійської Прем'єр-ліги, заснованої 1992 року. Сезон розпочався 13 серпня 2005 року та завершився 7 травня 2006 року. 
Лондонський «Челсі», що розпочинав сезон у ранзі чинного чемпіона Англії, вже на його початку продемонстрував рішучість захистити цей титул, здобувши перемоги у 15 з 16 перших матчів сезону. На початку 2006 року відрив чинних чемпіонів від найближчих переслідувачів сягнув 18 очок. Втім спад ігрової форми лондонців у середині березня 2006, який збігся в часі з переможною серією «Манчестер Юнайтед», дав змогу останньому скоротити відставання від лідера до 7 очок. Долю чемпіонського титулу було вирішено наприкінці квітня в очній зустрічі цих команд, в якій лондонські «аристократи» на домашній арені впевнено здолали «манкуніанців» з рахунком 3:0 і позбавили останніх шансів на продовження боротьби за чемпіонство. Перемога «Челсі» в чемпіонаті Анлії цього сезону стала для клубу третьою в історії та другою під егідою Прем'єр-ліги.
За результатами сезону елітний дивізіон англійського футболу залишили «Вест-Бромвіч Альбіон», «Бірмінгем Сіті» та «Сандерленд».

## Команди-учасниці
У змаганнях Прем'єр-ліги сезону 2005—2006 взяли участь 20 команд, включаючи 17 команд-учасниць попереднього сезону та три команди, що підвищилися у класі з Чемпіонату Футбольної ліги.

## Турнірна таблиця
| М  | Команда                    | І  | В  | Н  | П  | МЗ | МП | РМ  | О  | Кваліфікація або пониження в класі                      |
| -- | -------------------------- | -- | -- | -- | -- | -- | -- | --- | -- | ------------------------------------------------------- |
| 1  | Челсі (Ч)                  | 38 | 29 | 4  | 5  | 72 | 22 | +50 | 91 | Груповий раунд Ліги чемпіонів УЄФА 2006–2007            |
| 2  | Манчестер Юнайтед          | 38 | 25 | 8  | 5  | 72 | 34 | +38 | 83 | Груповий раунд Ліги чемпіонів УЄФА 2006–2007            |
| 3  | Ліверпуль                  | 38 | 25 | 7  | 6  | 57 | 25 | +32 | 82 | 3-й кваліфікаційний раунд Ліги чемпіонів УЄФА 2006–2007 |
| 4  | Арсенал                    | 38 | 20 | 7  | 11 | 68 | 31 | +37 | 67 | 3-й кваліфікаційний раунд Ліги чемпіонів УЄФА 2006–2007 |
| 5  | Тоттенгем Готспур          | 38 | 18 | 11 | 9  | 53 | 38 | +15 | 65 | 1-й раунд Кубка УЄФА 2006–2007                          |
| 6  | Блекберн Роверз            | 38 | 19 | 6  | 13 | 51 | 42 | +9  | 63 | 1-й раунд Кубка УЄФА 2006–2007                          |
| 7  | Ньюкасл Юнайтед            | 38 | 17 | 7  | 14 | 47 | 42 | +5  | 58 | 3-й раунд Кубка Інтертото 2006                          |
| 8  | Болтон Вондерерз           | 38 | 15 | 11 | 12 | 49 | 41 | +8  | 56 |                                                         |
| 9  | Вест Гем Юнайтед           | 38 | 16 | 7  | 15 | 52 | 55 | −3  | 55 | 1-й раунд Кубка УЄФА 2006–2007 1                        |
| 10 | Віган Атлетік              | 38 | 15 | 6  | 17 | 45 | 52 | −7  | 51 |                                                         |
| 11 | Евертон                    | 38 | 14 | 8  | 16 | 34 | 49 | −15 | 50 |                                                         |
| 12 | Фулгем                     | 38 | 14 | 6  | 18 | 48 | 58 | −10 | 48 |                                                         |
| 13 | Чарльтон Атлетик           | 38 | 13 | 8  | 17 | 41 | 55 | −14 | 47 |                                                         |
| 14 | Мідлсбро                   | 38 | 12 | 9  | 17 | 48 | 58 | −10 | 45 |                                                         |
| 15 | Манчестер Сіті             | 38 | 13 | 4  | 21 | 43 | 48 | −5  | 43 |                                                         |
| 16 | Астон Вілла                | 38 | 10 | 12 | 16 | 42 | 55 | −13 | 42 |                                                         |
| 17 | Портсмут                   | 38 | 10 | 8  | 20 | 37 | 62 | −25 | 38 |                                                         |
| 18 | «Бірмінгем Сіті» (В)       | 38 | 8  | 10 | 20 | 28 | 50 | −22 | 34 | Пониження до Футбольної ліги                            |
| 19 | «Вест-Бромвіч Альбіон» (В) | 38 | 7  | 9  | 22 | 31 | 58 | −27 | 30 | Пониження до Футбольної ліги                            |
| 20 | «Сандерленд» (В)           | 38 | 3  | 6  | 29 | 26 | 69 | −43 | 15 | Пониження до Футбольної ліги                            |

Джерела: Barclays Premier League
Правила класифікації: 
1) очок; 2) різниця м'ячів; 3) кіл-ть забитих м'ячів.
(Ч) = Чемпіон; (Пн)/(В) = Понижено в класі/Вибув; (Пв) = Підвищення в класі; (ПП) = Переможець плей-оф; (Н) = Перехід до наступного раунду. 
Застосовується тільки коли сезон ще не закінчений: 
(К) = Кваліфікований до раунду турніру; (КН) = Кваліфікований до турніру, але не до конкретного раунду; (Д) = Дискваліфікований з турніру.

1.«Вест Гем Юнайтед» отримав право виступів у розіграші Кубка УЄФА 2006–2007 як фіналіст Кубка Англії з футболу 2005–06, оскільки переможець цього змагання, «Ліверпуль», завдяки третьому місцю в чемпіонаті пробився до Ліги чемпіонів УЄФА.

## Результати
| Вдома \ В гостях1    | АРС | АСТ | БІР | БЛБ | БОЛ | ЧАР | ЧЕЛ | ЕВЕ | ФУЛ | ЛІВ | МС  | МЮ  | МІД | НЬЮ | ПОР | САН | ТОТ | ВБА | ВГЮ | ВІГ |
| Арсенал              |     | 5–0 | 1–0 | 3–0 | 1–1 | 3–0 | 0–2 | 2–0 | 4–1 | 2–1 | 1–0 | 0–0 | 7–0 | 2–0 | 4–0 | 3–1 | 1–1 | 3–1 | 2–3 | 4–2 |
| Астон Вілла          | 0–0 |     | 3–1 | 1–0 | 2–2 | 1–0 | 1–1 | 4–0 | 0–0 | 0–2 | 0–1 | 0–2 | 2–3 | 1–2 | 1–0 | 2–1 | 1–1 | 0–0 | 1–2 | 0–2 |
| Бірмінгем Сіті       | 0–2 | 0–1 |     | 2–1 | 1–0 | 0–1 | 0–0 | 0–1 | 1–0 | 2–2 | 1–2 | 2–2 | 0–3 | 0–0 | 5–0 | 1–0 | 0–2 | 1–1 | 1–2 | 2–0 |
| Блекберн Роверз      | 1–0 | 2–0 | 2–0 |     | 0–0 | 4–1 | 1–0 | 0–2 | 2–1 | 0–1 | 2–0 | 4–3 | 3–2 | 0–3 | 2–1 | 2–0 | 0–0 | 2–0 | 3–2 | 1–1 |
| Болтон Вондерерз     | 2–0 | 1–1 | 1–0 | 0–0 |     | 4–1 | 0–2 | 0–1 | 2–1 | 2–2 | 2–0 | 1–2 | 1–1 | 2–0 | 1–0 | 2–0 | 1–0 | 2–0 | 4–1 | 1–1 |
| Чарльтон Атлетик     | 0–1 | 0–0 | 2–0 | 0–2 | 0–1 |     | 0–2 | 0–0 | 1–1 | 2–0 | 2–5 | 1–3 | 2–1 | 3–1 | 2–1 | 2–0 | 2–3 | 0–0 | 2–0 | 1–0 |
| Челсі                | 1–0 | 2–1 | 2–0 | 4–2 | 5–1 | 1–1 |     | 3–0 | 3–2 | 2–0 | 2–0 | 3–0 | 1–0 | 3–0 | 2–0 | 2–0 | 2–1 | 4–0 | 4–1 | 1–0 |
| Евертон              | 1–0 | 4–1 | 0–0 | 1–0 | 0–4 | 3–1 | 1–1 |     | 3–1 | 1–3 | 1–0 | 0–2 | 1–0 | 1–0 | 0–1 | 2–2 | 0–1 | 2–2 | 1–2 | 0–1 |
| Фулгем               | 0–4 | 3–3 | 0–0 | 2–1 | 2–1 | 2–1 | 1–0 | 1–0 |     | 2–0 | 2–1 | 2–3 | 1–0 | 1–0 | 1–3 | 2–1 | 1–0 | 6–1 | 1–2 | 1–0 |
| Ліверпуль            | 1–0 | 3–1 | 1–1 | 1–0 | 1–0 | 0–0 | 1–4 | 3–1 | 5–1 |     | 1–0 | 0–0 | 2–0 | 2–0 | 3–0 | 1–0 | 1–0 | 1–0 | 2–0 | 3–0 |
| Манчестер Сіті       | 1–3 | 3–1 | 4–1 | 0–0 | 0–1 | 3–2 | 0–1 | 2–0 | 1–2 | 0–1 |     | 3–1 | 0–1 | 3–0 | 2–1 | 2–1 | 0–2 | 0–0 | 2–1 | 0–1 |
| Манчестер Юнайтед    | 2–0 | 1–0 | 3–0 | 1–2 | 4–1 | 4–0 | 1–0 | 1–1 | 4–2 | 1–0 | 1–1 |     | 0–0 | 2–0 | 3–0 | 0–0 | 1–1 | 3–0 | 1–0 | 4–0 |
| Мідлсбро             | 2–1 | 0–4 | 1–0 | 0–2 | 4–3 | 0–3 | 3–0 | 0–1 | 3–2 | 0–0 | 0–0 | 4–1 |     | 1–2 | 1–1 | 0–2 | 3–3 | 2–2 | 2–0 | 2–3 |
| Ньюкасл Юнайтед      | 1–0 | 1–1 | 1–0 | 0–1 | 3–1 | 0–0 | 1–0 | 2–0 | 1–1 | 1–3 | 1–0 | 0–2 | 2–2 |     | 2–0 | 3–2 | 3–1 | 3–0 | 0–0 | 3–1 |
| Портсмут             | 1–1 | 1–1 | 1–1 | 2–2 | 1–1 | 1–2 | 0–2 | 0–1 | 1–0 | 1–3 | 2–1 | 1–3 | 1–0 | 0–0 |     | 2–1 | 0–2 | 1–0 | 1–1 | 0–2 |
| Сандерленд           | 0–3 | 1–3 | 0–1 | 0–1 | 0–0 | 1–3 | 1–2 | 0–1 | 2–1 | 0–2 | 1–2 | 1–3 | 0–3 | 1–4 | 1–4 |     | 1–1 | 1–1 | 1–1 | 0–1 |
| Тоттенгем Готспур    | 1–1 | 0–0 | 2–0 | 3–2 | 1–0 | 3–1 | 0–2 | 2–0 | 1–0 | 0–0 | 2–1 | 1–2 | 2–0 | 2–0 | 3–1 | 3–2 |     | 2–1 | 1–1 | 2–2 |
| Вест-Бромвіч Альбіон | 2–1 | 1–2 | 2–3 | 2–0 | 0–0 | 1–2 | 1–2 | 4–0 | 0–0 | 0–2 | 2–0 | 1–2 | 0–2 | 0–3 | 2–1 | 0–1 | 2–0 |     | 0–1 | 1–2 |
| Вест Гем Юнайтед     | 0–0 | 4–0 | 3–0 | 3–1 | 1–2 | 0–0 | 1–3 | 2–2 | 2–1 | 1–2 | 1–0 | 1–2 | 2–1 | 2–4 | 2–4 | 2–0 | 2–1 | 1–0 |     | 0–2 |
| Віган Атлетік        | 2–3 | 3–2 | 1–1 | 0–3 | 2–1 | 3–0 | 0–1 | 1–1 | 1–0 | 0–1 | 4–3 | 1–2 | 1–1 | 1–0 | 1–2 | 1–0 | 1–2 | 0–1 | 1–2 |     |

Джерело: Barclays Premier League
1Команда-господар записана у лівому стовпчику.
Кольори: Голубий = господар переміг; Жовтий = нічия; Червоний = гості перемогли.
Для майбутніх матчів, позначених «п», існує стаття.

## Статистика
| Місце | Гравець            | Клуб                | Голи |
| ----- | ------------------ | ------------------- | ---- |
| 1     | Тьєррі Анрі        | «Арсенал»           | 27   |
| 2     | Рууд ван Ністелрой | «Манчестер Юнайтед» | 21   |
| 3     | Даррен Бент        | «Чарльтон Атлетик»  | 18   |
| 4     | Роббі Кін          | «Тоттенгем Готспур» | 16   |
| 4     | Френк Лемпард      | «Челсі»             | 16   |
| 4     | Вейн Руні          | «Манчестер Юнайтед» | 16   |
| 7     | Марлон Гервуд      | «Вест Гем Юнайтед»  | 14   |
| 8     | Крейг Белламі      | «Блекберн Роверз»   | 13   |
| 8     | Якубу Аєгбені      | «Мідлсбро»          | 13   |
| 10    | Анрі Камара        | «Віган Атлетік»     | 12   |
| 10    | Дідьє Дрогба       | «Челсі»             | 12   |

| Місце | Гравець           | Клуб                                   | Передачі |
| ----- | ----------------- | -------------------------------------- | -------- |
| 1     | Дідьє Дрогба      | «Челсі»                                | 11       |
| 2     | Джеймс Мілнер     | «Астон Вілла»                          | 10       |
| 3     | Раян Гіггз        | «Манчестер Юнайтед»                    | 9        |
| 3     | Хосе Антоніо Реєс | «Арсенал»                              | 9        |
| 3     | Вейн Руні         | «Манчестер Юнайтед»                    | 9        |
| 6     | Йоссі Бенаюн      | «Вест Гем Юнайтед»                     | 8        |
| 6     | Луїш Боа Морте    | «Фулхем»                               | 8        |
| 6     | Френк Лемпард     | «Челсі»                                | 8        |
| 6     | Денні Мерфі       | «Чарльтон Атлетик»/«Тоттенгем Готспур» | 8        |

## Щомісячні нагороди
| Місяць   | Тренер місяця                        | Гравець місяця                       |
| -------- | ------------------------------------ | ------------------------------------ |
| серпень  | Стюарт Пірс («Манчестер Сіті»)       | Даррен Бент («Чарльтон Атлетик»)     |
| вересень | Пол Джюелл («Віган Атлетік»)         | Денні Мерфі («Чарльтон Атлетик»)     |
| жовтень  | Пол Джюелл («Віган Атлетік»)         | Френк Лемпард («Челсі»)              |
| листопад | Рафаель Бенітес («Ліверпуль»)        | Робін ван Персі («Арсенал»)          |
| грудень  | Рафаель Бенітес («Ліверпуль»)        | Вейн Руні («Манчестер Юнайтед»)      |
| січень   | Девід Моєс («Евертон»)               | Антон Фердінанд («Вест Гем Юнайтед») |
| лютий    | Алан Пардью («Вест Гем Юнайтед»)     | Кевін Нолан («Болтон Вондерерз»)     |
| березень | Алекс Фергюсон («Манчестер Юнайтед») | Вейн Руні («Манчестер Юнайтед»)      |
| квітень  | Гаррі Реднап («Портсмут»)            | Стівен Джерард («Ліверпуль»)         |

## Нагороди за сезон

### Гравець року за версією ПФА
Звання «Гравець року за версією ПФА» 2006 року виборов півзахисник «Ліверпуля» Стівен Джерард.
Іншими номінантами на цю нагороду були:
- Тьєррі Анрі («Арсенал»)
- Вейн Руні («Манчестер Юнайтед»)
- Джо Коул («Челсі»)
- Френк Лемпард («Челсі»)
- Джон Террі («Челсі»)

### Молодий гравець року за версією ПФА
Нагороду «Молодий гравець року за версією ПФА» отримав Вейн Руні, нападник «Манчестер Юнайтед».
Іншими номінантами на цю нагороду були:
- Даррен Бент («Чарльтон Атлетик»)
- Сеск Фабрегас («Арсенал»)
- Антон Фердінанд («Вест Гем Юнайтед»)
- Аарон Леннон («Тоттенгем Готспур»)
- Кріштіану Роналду («Манчестер Юнайтед»)

### Гравець року за версією вболівальників ПФА
Лауреатом нагороди «Гравець року за версією вболівальників ПФА» також став Вейн Руні з «Манчестер Юнайтед».

### Гравець року за версією Асоціації футбольних журналістів
За версією Асоціації футбольних журналістів найкращим футболістом в англійській першості був визнаний французький нападник лондонського «Арсенала» Тьєррі Анрі. Для гравця ця нагорода стала третьою у кар'єрі, що стало рекордом в історії цього почесного титулу.

### Гравець року англійської Прем'єр-ліги
«Гравцем року англійської Прем'єр-ліги» удруге в своїй кар'єрі був визнаний півзахисник «Челсі» Френк Лемпард.

### Тренер року англійської Прем'єр-ліги
Лауреатом нагороди «Тренер року англійської Прем'єр-ліги» вдруге став португальський спеціаліст Жозе Моурінью, який привів свій «Челсі» до другого поспіль чемпіонського звання.

### Золотий бутс англійської Прем'єр-ліги
Нагороду «Золотий бутс англійської Прем'єр-ліги» найкращому бомбардиру сезону отримав нападник лондонського «Арсенала» Тьєррі Анрі, який відзначився 27 забитими голами.

### Золота рукавичка англійської Прем'єр-ліги
Голкіпер «Ліверпуля» Пепе Рейна вперше в кар'єрі став володарем нагороди «Золота рукавичка англійської Прем'єр-ліги». Він зберіг свої ворота недоторканими у 20 матчах сезону.